# John Milton (Politiker, 1807)

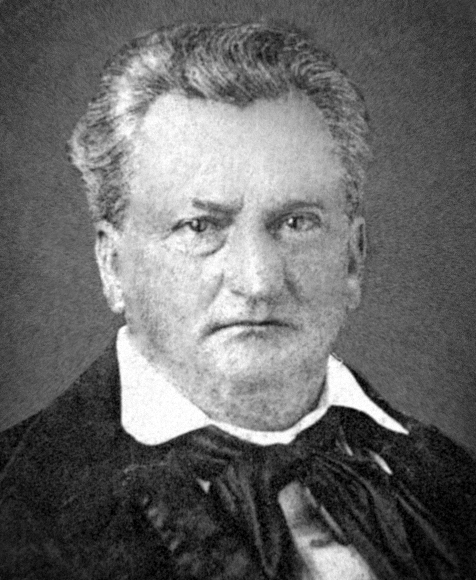
John Milton

John Milton (* 20. April 1807 im Jefferson County, Georgia; † 1. April 1865 in Marianna, Florida) war ein US-amerikanischer Politiker und von 1861 bis 1865 der 5. Gouverneur von Florida.

## Leben und Wirken

### Frühe Jahre und politischer Aufstieg
John Milton besuchte eine Schule in Louisville in Georgia, studierte Jura und praktizierte in den folgenden Jahren in Georgia, Alabama und Louisiana. Während des Seminolenkrieges war er Captain einer Einheit aus Alabama. In dieser Einheit diente er zwischen 1835 und 1837. Milton genoss den Ruf, etwas heißblütig zu sein. Er soll mindestens einen Kontrahenten in einem Duell erschossen haben. Im Jahr 1846 ließ er sich im Jackson County in Florida nieder und nahm sofort am politischen Geschehen in seiner neuen Heimat teil. Im Jahr 1849 wurde er in das Repräsentantenhaus von Florida gewählt. Schon damals war er ein Anhänger der Sezessionsbewegung und der Rechte der Einzelstaaten gegenüber der Bundesregierung. Im Jahr 1860 wurde er als Kandidat der Demokratischen Partei zum Gouverneur seines Staates gewählt.

### Gouverneur von Florida
Zum Zeitpunkt seines Amtsantritts am 7. Oktober 1861 befand sich Florida bereits auf der Seite der Konföderation im Bürgerkrieg. Bereits im Januar 1861 hatte der Staat die Union verlassen und sich dann der Konföderation angeschlossen. Seit dem 13. April 1861, dem Tag des Angriffs auf Fort Sumter in Charleston, befanden sich die gesamten amerikanische Nation und damit auch Florida im Bürgerkrieg. Als Anhänger der Konföderation unterstützte Milton diese vor allem mit Lebensmitteln und Salz, aber auch mit Soldaten. Seine weitere Amtszeit war von den Ereignissen des Bürgerkrieges überschattet. Als sich Anfang 1865 die Niederlage des Südens abzeichnete, zog sich der Gouverneur im März 1865 auf sein Anwesen bei Marianna zurück und erschoss sich selbst. In einem letzten Aufruf an seine Landsleute hatte er zuvor vor dem Repräsentantenhaus von Florida verkündet, dass der Tod einer Wiedervereinigung der Nation vorzuziehen wäre.
John Milton war der Enkel von John Milton, dem ersten Secretary of State von Georgia. Er war zweimal verheiratet und hatte insgesamt zwölf Kinder: einen Sohn und zwei Töchter mit seiner ersten Frau († 1842) und zwei Söhne und sieben Töchter mit seiner zweiten Frau Caroline Howze (1826–1901), die er 1844 heiratete.